# Rocco Rock
Theodore James Petty (Woodbridge Township, 1º settembre 1953 – Filadelfia, 21 settembre 2002) è stato un wrestler statunitense, noto per aver lottato in ECW, con il ring name Rocco Rock, in coppia con Johnny Grunge nel tag team Public Enemy, vincitore di numerosi titoli.

## Carriera

### Eastern Championship Wrestling / Extreme Championship Wrestling (1993–1996)
Nel 1993 Petty, con il ring name Rocco Rock, iniziò a lottare in coppia con Johnny Grunge come Public Enemy, e il tag team esordì in ECW nel settembre 1993 all'evento UltraClash, con la gimmick dei ragazzi bianchi appassionati di cultura hip hop. Paul Heyman, all'epoca booker ECW che ideò la gimmick, dichiarò di essersi ispirato per la creazione dei Public Enemy, a un articolo di Newsweek circa i cambiamenti culturali in atto in America e le difficoltà dei giovani che vivevano in luoghi come Los Angeles nei primi anni novanta.
Il team acquisì in breve tempo grande popolarità nella compagnia; il loro stile rissoso di lotta, completato dall'utilizzo di una quantità spropositata di oggetti contundenti (tavoli compresi), li rese uno dei tag team più temuti della federazione e non passò molto tempo prima che vincessero il primo titolo ECW Tag Team Championship, sconfiggendo Kevin Sullivan & Tasmaniac. Ballavano entrando sul ring, agitando le braccia al ritmo della loro musica d'entrata (Here Comes the Hotstepper di Ini Kamoze) e invitavano i fan sul ring a danzare con loro per festeggiare le vittorie. Quando la popolarità dei Public Enemy raggiunse il culmine, Heyman volle contrapporli in un feud con The Gangstas (New Jack & Mustafa Saed, dalla Smoky Mountain Wrestling). I Gangstas rappresentavano lo stile di vita hip hop della West Coast contrapposto a quello della East Coast. La loro rivalità fu una delle più celebri in ECW.
I Public Enemy furono anche coinvolti in alcuni momenti memorabili in ECW. In una occasione, durante un match tra Cactus Jack e Terry Funk all'evento Hardcore Heaven 1994, i Public Enemy interferirono attaccando entrambi i wrestler. Terry Funk si rivolse al pubblico chiedendo che gli passassero una sedia. Immediatamente un fan gliela gettò sul ring. Alla fine il ring fu riempito da così tante sedie tirate dal pubblico, che i membri dei Public Enemy rimasero sommersi.
In un altro incidente occorso a Tampa, Florida, verso la fine della loro permanenza in ECW, durante l'evento Sunshine State Slaughter del 1995, i Public Enemy chiesero ai fan di salire sul ring a ballare con loro per l'ultima volta. Mentre il ring si riempiva sempre più di gente, che ballava e festeggiava, non resse più il peso e collassò.

### World Championship Wrestling (1999)
Dopo aver lasciato la WWF, i Public Enemy tornarono in WCW nel luglio 1999 al pay-per-view Bash at the Beach, prendendo parte all'evento "Junkyard Hardcore Invitational" che fu vinto da Fit Finlay. Nel corso delle settimane seguenti, lottarono in vari match di coppia, scontrandosi con Insane Clown Posse; Chris Benoit & Perry Saturn; e Barry Windham & Curt Hennig. Il 5 agosto 1999 a WCW Thunder, Rock perse un match contro Goldberg. I Public Enemy fecero la loro ultima apparizione in WCW nel corso della puntata di Thunder del 19 agosto 1999, venendo sconfitti da Sid Vicious in un handicap match.

### Ultimo periodo (1999–2002)

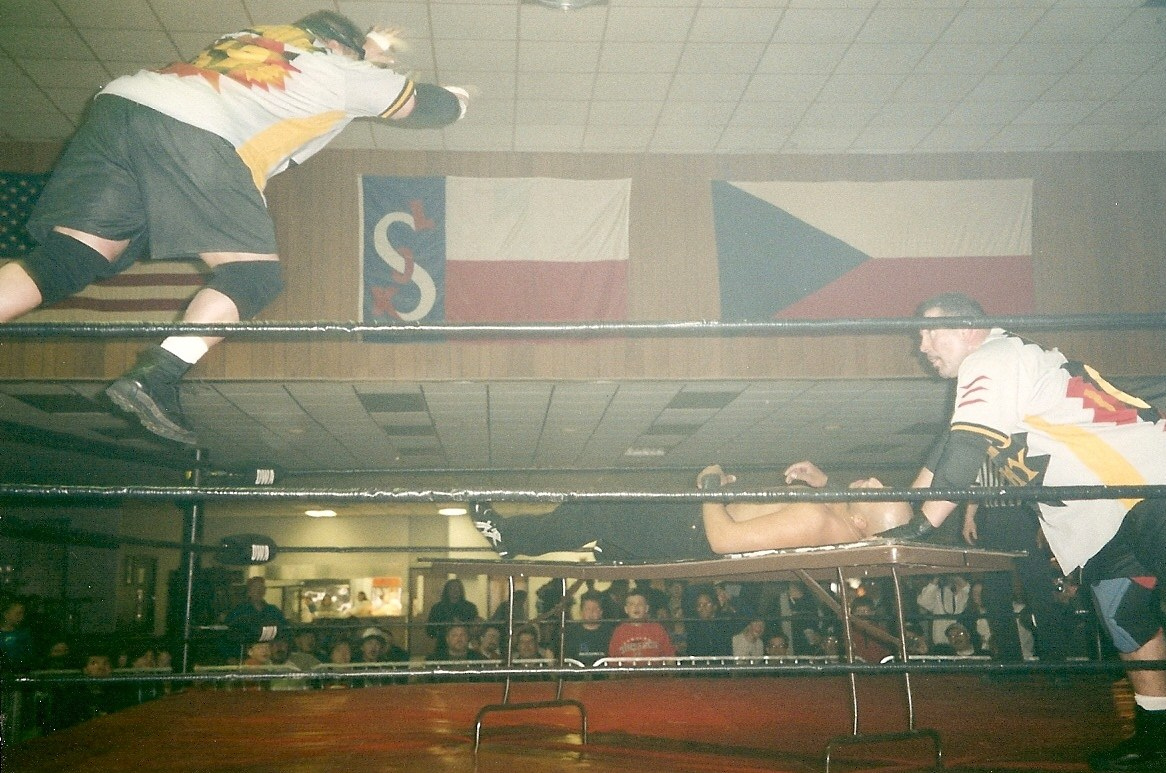
I Public Enemy eseguono una manovra congiunta sul ring con un tavolo

Dopo la fuoriuscita dalla WCW alla fine del 1999, i Public Enemy cominciarono a lottare in federazioni regionali facenti parte del circuito indipendente. Nel giugno 1999, detennero per breve tempo l'NWA World Tag Team Championship. Dal dicembre 1999 al maggio 2000 lottarono nella Xtreme Pro Wrestling. In estate andarono in Australia per lottare nella i-Generation Superstars of Wrestling, dove conquistarono per due volte l'i-Generation Tag Team Championship restando campioni per breve tempo.
Nel novembre 2001, Rock e Grunge (rinominatisi "South Philly Posse") lottarono in qualche match nella X Wrestling Federation.
Nel maggio 2002 cominciarono ad apparire nella Pro-Pain Pro-Wrestling di Filadelfia.

## Morte

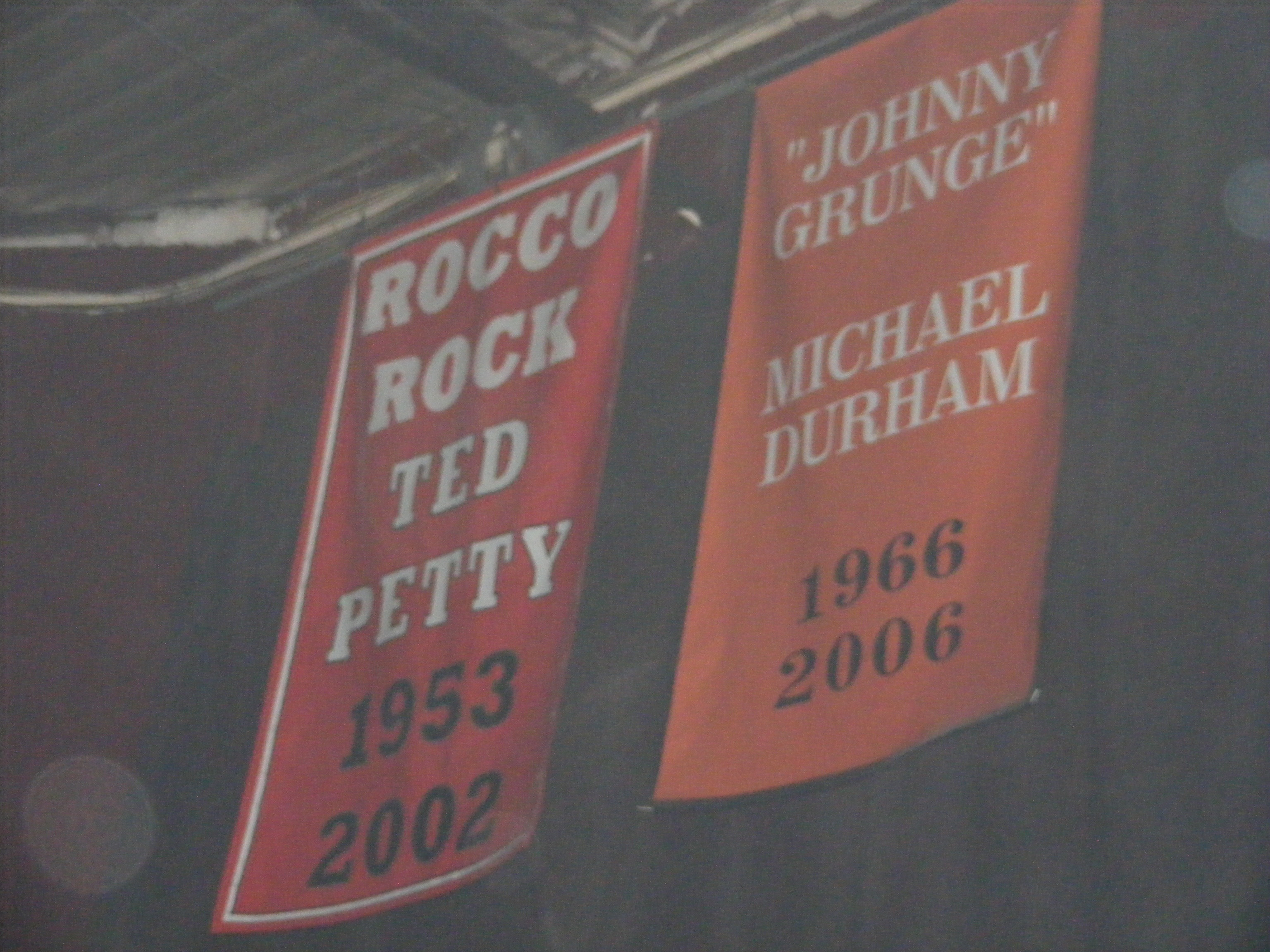
Il drappo di Rocco Rock dell'Hardcore Hall of Fame nell'ex ECW Arena.

Petty morì d'infarto il 21 settembre 2002, mentre era in viaggio verso uno show della Pro-Pain Pro Wrestling nel quale avrebbe dovuto lottare con Gary Wolfe in un match per il titolo. I suoi famigliari hanno sostenuto che Petty non ha mai fatto uso di droghe ma che la sua morte è stata causata da un difetto cardiaco congenito.
Ogni anno, la IWA-Mid South organizza il torneo Ted Petty Invitational in sua memoria. Precedenti vincitori dello stesso sono stati, tra gli altri, AJ Styles, Matt Sydal, Low Ki e Mike Quackenbush.

## Titoli e riconoscimenti
- Cauliflower Alley Club
  - Other honoree (1995)
- Eastern Championship Wrestling / Extreme Championship Wrestling
  - ECW (World) Tag Team Championship (4) – con Johnny Grunge
- Hardcore Hall of Fame
  - Classe del 2002
- i-Generation Superstars of Wrestling
  - i-Generation Tag Team Championship (2) – con Johnny Grunge
- Independent Wrestling Association Mid-South
  - IWA Mid-South Heavyweight Championship (1)
- Main Event Championship Wrestling
  - MECW Tag Team Championship (1) – con Johnny Grunge
- National Wrestling Alliance
  - NWA World Tag Team Championship (1) – con Johnny Grunge
- NWA New Jersey
  - NWA United States Tag Team Championship (1) – con Johnny Grunge
- New England Pro Wrestling Hall of Fame
  - Classe del 2010
- New-Wave Championship Wrestling
  - NWCW Tag Team Championship (1) – con Johnny Grunge
- Pro Wrestling Illustrated
  - 457º posto nella lista dei migliori 500 wrestler singoli nei PWI Years del 2003[4]
- Superstars of Wrestling
  - SOW Tag Team Championship (2) – con Johnny Grunge
- Turnbuckle Championship Wrestling
  - TCW Tag Team Championship (1) – con Johnny Grunge
- Tri-State Wrestling Alliance
  - TWA Brass Knuckles Championship (1)[5]
- Universal Wrestling Alliance
  - UWA Heavyweight Championship (2)[5]
  - UWA Tag Team Championship (1) – con Johnny Grunge[5]
- Universal Wrestling Association
  - UWA Light Heavyweight Championship (1)[5]
- World Championship Wrestling
  - WCW World Tag Team Championship (1) – con Johnny Grunge
- Altre federazioni
  - IPW Tag Team Championship (1) – con Johnny Grunge
  - MCW Tag Team Championship (1) – con Johnny Grunge
  - WCCA Junior Heavyweight Championship (1)
  - WWWC Junior Heavyweight Championship (1)